# Vladimír Hanačík
Vladimír Hanačík (23. listopadu 1861 Brno - 11. ledna 1954 Praha) byl český a československý ekonom a politik, za první republiky ministr financí ČSR.

## Biografie
Od roku 1883 působil na českém zemském finančním ředitelství v Praze. Od roku 1899 byl pracovníkem ministerstva financí ve Vídni. V letech 1911-1919 zastával post viceprezidenta zemského finančního ředitelství v Brně a v Praze. Po vzniku samostatného Československa se v roce 1919 stal prezidentem českého zemského finančního ředitelství a podílel se na budování finanční správy československého státu.
V březnu 1921 se stal ministrem financí v československé úřednické první vládě Jana Černého. Na postu setrval do září 1921. Kromě vládního postu byl i předsedou bankovního výboru Bankovního úřadu při Ministerstvu financí a zůstal i na pozici prezidenta zemského finančního ředitelství, na níž pak setrval i po konci své ministerské mise.